# Eleccions al Landtag de Baviera de 1970
Les eleccions al Landtag de Baviera de 1970 van ser guanyades per la Unió Social Cristiana de Baviera (CSU) amb majoria absoluta. La SPD perd bona part dels escons i la FPD esdevé la tercera força política. El NPD per la meitat dels vots i resta fora del Landtag.

## Resultats
| Partit Polític    | Percentatge | Escons |
| ----------------- | ----------- | ------ |
| CSU               | 56,7        | 124    |
| SPD               | 32,7        | 70     |
| FPD               | 5,9         | 10     |
| NPD               | 2,8         | -      |
| Partit de Baviera | 1,2         | -      |
| DKP               | 0,4         | -      |